# Dominio protestante
El Dominio Protestante es una frase utilizada para referirse a la dominación política, social y económica del antiguo Reino de Irlanda por una minoría de grandes terratenientes, el clero dominante y profesionales, todos miembros de la iglesia oficial (la Iglesia de Irlanda y la Iglesia de Inglaterra, ambas religiones del estado). 
Esta dominación abarcó los siglos XVII, XVIII y XIX. El sentido de ¨dominación¨ excluía primeramente a los católicos, los cuales componían la mayoría de la población irlandesa, sin embargo, esto puede resultar engañoso ya que los presbiterianos y personas que pertenecían a otras denominaciones protestantes, junto a los no-cristianos, también eran excluidos política y socialmente. 

## Origen del término
La frase ¨dominio protestante¨ (en inglés: Protestant ascendancy) fue usada por primera vez por Sir Boyle Roche el 20 de febrero de 1782 en un discurso al Parlamento irlandés. George Ogle MP usó el mismo término el 6 de febrero de 1786 en un debate sobre la caída del valor de las tierras:
:...cuando la propiedad de la tierra del Reino, cuando el dominio protestante está en juego, no puedo permanecer en silencio.
El 20 de enero de 1792, la Dublin Corporation aprobó por voto mayoritario una resolución a Jorge III que incluía una petición al rey:
...para rogarle a su majestad que preserve el dominio protestante inviolable en Irlanda...
La resolución de la corporación fue parte del debate sobre la emancipación católica. A los católicos les fue permitido votar en 1793, pero no se les permitió lugar en el parlamento hasta 1829. La resolución de Dublín fue desaprobada por un amplio rango de comentaristas, tales como el Marqués de Abercon, quien llamó a esto ¨tonto¨, y William Drennan quien dijo que fue ¨actuado por el espíritu más monopolizado¨.
La frase fue popularizada fuera de Irlanda por Edmund Burke, otro protestante liberal, cuyo irónico comentario de 1792 fue entonces usado por los católicos que buscaban más reformas políticas:
Una palabra fue recientemente golpeada en la Casa de la Moneda de Dublín; de ahí esta fue transmitida al Tholsel, o ayuntamiento, donde habiendo pasado el toque de la corporación, tan respetablemente sellada y avalada, pronto se hizo corriente en el parlamento y fue llevada de vuelta por el Presidente de la Cámara de los Comunes en gran pompa como una ofrenda de homenaje de donde ésta vino. La palabra es ¨dominio¨ (Ascendancy).
Esta frase fue vista y usada de maneras diferentes por católicos y protestantes. Los primeros la usaron como ¨foco de resentimiento¨ y para los protestantes se convirtió en la imagen de la pérdida grandeza.
En el idioma irlandés, el término utilizado fue An Chinsealacht, de cinseal, que significa "dominio".

## Leyes Penales
Las Leyes Penales (irlandés: Na Péindlíthe) fueron una serie de leyes impuestas en un intento de obligar a los católicos irlandeses y, en menor medida, a los plantadores protestantes disidentes y cuáqueros, a aceptar la Iglesia de Irlanda.
Las Leyes Penales eran, según Edmund Burke, "una máquina de artificio sabio y elaborado, tan adecuada para la opresión, el empobrecimiento y la degradación de un pueblo, como para la degradación de la naturaleza humana misma, como resultado de la perversa ingeniosidad de los hombres."  Burke aconsejó durante mucho tiempo que Londres tuviera relaciones más amables de con sus primos estadounidenses e irlandeses, temiendo que el espíritu punitivo fomentado por los británicos estuviera destruyendo el carácter inglés y provocara una revuelta violenta.
La gradual desposeción de grandes propiedades pertenecientes a cientos de terratenientes nativos en Irlanda tomó lugar en varias etapas desde los reinados de María I de Inglaterra (católica) y su hermana Isbael I de Inglaterra (protestante) en adelante. Fracasadas revueltas contra el control el inglés en 1595-1603 y 1641-1653, así como la Guerra Guillermita entre 1689-1691, causaron que muchas tierras irlandesas fueran confiscadas por la Corona inglesa, para luego ser vendidas a personas que fueran ¨leales¨, la mayoría de los cuales eran ingleses y protestantes. Los soldados ingleses y los comerciantes se convirtieron en la clase dirigente y sus ricos miembros fueron elevados a la Casa de los Lores irlandesa y finalmente controlaron la Casa de los Comunes irlandesa.
Este proceso fue facilitado y formalizado en el sistema legal después de 1691 con la aprobación de varias leyes penales. Estas leyes iban contra los derechos de propiedad de las familias de la mayoritaria población católica y los desconformes (¨disidentes¨) presbiterianos que se habían rebelado contra el gobierno y no habían jurado lealtad a Guillermo y María bajo el Tratado de Limerick de 1691. Los protegidos por el tratado, sin embargo, estaban excluidos de la vida política pública.
La situación fue confusa por la política de los tories en Inglaterra e Irlanda luego de 1688. Ellos eran protestantes los cuales generalmente apoyaban los reclamos de los jacobitas católicos y llegaron al poder brevemente en Londres entre 1710 y 1714. En 1750 el mayor heredero católico jacobita Carlos III, se convirtió al anglicanismo por un tiempo, pero regresó al catolicismo por la muerte de su padre en 1766. 
El hijo de Jacobo II, Jacobo III de Inglaterra, fue reconocido por la Santa Sede como el legítimo monarca del Reino de Inglaterra, el Reino de Escocia y el separado Reino de Irlanda hasta su muerte en enero de 1766, los católicos por tanto estaban moralmente obligados a apoyarlo. Esto produjo la mayor excusa política para las nuevas leyes, pero no fue enteramente exclusivo ya que no hubo ley contra la conversión al protestantismo. Miles lo hicieron, como consta en los llamados Convert Rolls, y esto le permitió carreras exitosas a hombres irlandeses como a William Conolly, pero la mayoría no cambió su religión católica.
Entre las formas de discriminación enfrentadas por católicos y disidentes bajo las nuevas leyes penales estaban:
- Exclusión de los católicos de las oficinas públicas (hasta 1607), los presbiterianos también fueron prohibidos de estos lugares hasta 1707.
- Prohibición de los matrimonios con protestantes.
- Los matrimonios presbiterianos no fueron reconocidos legalmente por el Estado.
- A los católicos les fue prohibido portar armas de fuego y prestar servicio en las fuerzas armadas.
- Prohibición de pertenecer al Parlamento de Irlanda o al Parlamento de Gran Bretaña desde 1652, anulado entre 1662 y 1691 y renovado entre 1691 y 1829.
- Exclusión del voto hasta 1793.
- Exclusión de las profesiones legales y la judicatura.
- Prohibición de la entrada de católicos al Trinity College de Dublín, derogado en 1793.
- Prohibición de cambiar del catolicismo al protestantismo.
- Prohibición a los católicos de comprar tierras en virtud de un contrato de arrendamiento de treinta y un años, derogado en 1778.
- Prohibición de conceder la custodia de huérfanos a católicos.
- Prohibición a los católicos a heredar tierras de protestantes.
- Prohibición a los católicos a poseer caballos con un valor mayor a £5 con el propósito de mantener los mejores caballos para la actividad militar.
- Cuando se permitía, las iglesias católicas tenían que hacerse en madera, no en piedra y fuera de las carreteras principales.

Como resultado el poder político, legal y económico residía en el Dominio protestante hasta mediados del siglo XVIII. El 95% de la tierra irlandesa estaba bajo el control de la minoría protestante. Algún 9% de la tierra pertenecía a señores católicos que se habían convertido a la religión del estado.

## Acta de Unión
La confianza de la Dominación se manifestó hacia finales del siglo XVIII, por su adopción de una identidad nacionalista irlandesa, aunque todavía exclusivamente protestante y la formación del Partido Patriota Irlandés de Henry Grattan. La formación de los Voluntarios irlandeses para defender Irlanda de la invasión francesa durante la Revolución Estadounidense, efectivamente le dio a Grattan la fuerza militar y fue capaz de forzar a Britania una mayor cantidad de reglas propias a la Dominación Protestante.
El parlamento abrogó muchas de las leyes penales entre 1771 y 1793, pero no las abolió. Grattan solicitó la Emancipación Católica para las clases medias de esa religión para los años 1780, pero no pudo persuadir a la mayoría de los protestantes irlandeses a apoyarlo. Tras la forzada retirada de los liberales en 1795 por los conservadores, el parlamento fue abandonado como un vehículo para el cambio. Esto dio lugar a la Society of the United Irishmen, elementos liberales más allá de la religión, etnia y clases sociales, quienes comenzaron a planear una rebelión. La rebelión resultante, en gran parte dirigida por protestantes, fue aplastada, el Acta de Unión de 1801 se aprobó en parte como respuesta a la percepción de que el derramamiento de sangre fue provocado por el mal gobierno de la Ascendencia y en parte por los gastos involucrados.